# Jezioro Miłkowskie
Jezioro Miłkowskie (Wobel) – jezioro w Polsce, położone w Krainie Wielkich Jezior Mazurskich, w granicach gminy Miłki, w powiecie giżyckim, w województwie warmińsko-mazurskim. To niewielki, wydłużony z północy na południe zbiornik. Do wschodniego brzegu jeziora przylega wieś Miłki. Zasilany jest dwoma niewielkimi dopływami. Odpływ wód odbywa się w kierunku północno-zachodnim, poprzez jezioro Wojnowo, do Niegocina.
Powierzchnia zlewni całkowitej 5,3 km². Najgłębsze miejsce – 15 m usytuowane w części środkowej. Słabo rozwinięta linia brzegowa, teren przyległy do zbiornika jest pagórkowaty, o wzniesieniach dochodzących do 14 m n.p.m. W bezpośrednim otoczeniu jeziora przeważają grunty orne i zabudowania wiejskie. Jezioro jest objęte strefą ciszy. Nie posiada zabudowy rekreacyjnej i miejsc biwakowych.

## Cechy morfometryczne
- mała głębokość średnia
- niski stosunek objętości jeziora do długości linii brzegowej
- niski stosunek objętości wód hypolimnionu do objętości całkowitej
- słaba odporność na degradację – III kategoria